# Мамонтовский сельсовет (Поспелихинский район)
Мамонтовский сельсовет — муниципальное образование со статусом сельского поселения и административно-территориальное образование в Поспелихинском районе Алтайского края России. Административный центр — посёлок имени Мамонтова.

## Демография
По результатам Всероссийской переписи населения 2010 года, численность населения муниципального образования составила 1770 человек, в том числе 834 мужчины и 936 женщин. Оценка Росстата на 1 января 2012 года — 1739 человек.

## Населённые пункты
В состав сельского поселения входит 2 населённых пункта:
- посёлок Крутой Яр,
- посёлок имени Мамонтова.

Исток  — упразднённый в 1986 году посёлок.